# Nagy Attila (rendező)
Nagy Attila (Sepsiszentkirály, 1955. március 9. – 2021. március 23.) színházi rendező, drámatörténész, Shakespeare-kutató. A Magyar Művészeti Akadémia tagja (2005).

## Életútja
Középiskolai tanulmányait 1974-ben végezte a Székely Mikó Kollégiumban, majd 1982-ben a brassói műegyetemen szerzett gépészmérnöki diplomát.1982-1990 között a sepsiszentgyörgyi Mikes Kelemen Líceum mérnök-tanára, a helybeli Népi Művészeti Szakiskolában színészi, majd rendezői diplomát kapott.
1990-től a Népi Alkotások Házának színházi referense, a Concordia Színjátszó Társaság vezetője, 1991-től a Romániai Magyar Nemhivatásos Színjátszók Egyesülete – a Jádzó Társaság – elnöke. „Elnöki tisztéről 1993-ban azért mondott le, hogy a Shakespeare-kultúrközpontnak szentelhesse magát, amely ma a stratfordi International Shakespeare Center, a londoni Globe Education Center, a weimari Deutsche Shakespeare-Gesellschaft és a belgrádi Shakespeare Szövetség tagja.”
Érdeklődése központjában a két évszázados erdélyi magyar Shakespeare-kultusz története áll. Öt Shakespeare-drámát rendezett műkedvelőkkel Sepsiszentgyörgyön és Brassóban. 1992-ben kezdeményezésére létesült a Nemzetközi Shakespeare Alapítvány és Shakespeare Ház Árkoson.
Angol dokumentumok alapján kidolgozta az 1599-ben épült londoni Globe Színház háromszéki felépítésének tervét. 1998-ban doktorált egyetemes film- és színháztörténetből a bukaresti Színház- és Filmművészeti Egyetemen.

## Kötetei magyarul
- Ezerszer az évezred emberéről : [William Shakespeare koráról, életművéről, utóéletéről]. Sepsiszentgyörgy : Shakespeare Kingdom House, 2001. 885 p.
- Shakespeare-kertek üzenete. Cluj-Napoca : Presa Univ. Clujeană, 2005
- Kalandozás Shakespeare idő-univerzumában. Cluj-Napoca : Presa Univ. Clujeană, 2006. 223 p.

## Kötetei angol és román nyelven
- A thousand times on the man of the millenium [!millennium]. [Transl. by Csilla Gáll, Noémi Darvas, Melinda Réka Nagy]. Sfîntu Gheorghe : Shakespeare Kingdom House, 2001
- Under Shakespeare's magic mantle. [Transl. by Csilla Gáll]. Sfîntu Gheorghe : Shakespeare Kingdom House, 2002. 617 p.
- Managementul resurselor umane. Társszerző: Livia Mihăescu. Cluj-Napoca : Presa Univ. Clujeană, 2005. 176 p.
- Comunicaţiile firmei : la întâlnirea diferitelor culturi. Cluj-Napoca : Presa Universitară Clujeană, 2005. 126 p.

## Díjak, elismerések
- Concordia-díj (I. Nemzetközi Concordia Fesztivál – 1992)
- Az EMKE Szentgyörgyi István-díja (1997)